# Municipio de Noble (condado de Auglaize)
El municipio de Noble (en inglés: Noble Township) es un municipio ubicado en el condado de Auglaize en el estado estadounidense de Ohio. En el año 2010 tenía una población de 1716 habitantes y una densidad poblacional de 21,5 personas por km².

## Geografía
El municipio de Noble se encuentra ubicado en las coordenadas 40°35′17″N 84°23′54″O / 40.58806, -84.39833. Según la Oficina del Censo de los Estados Unidos, el municipio tiene una superficie total de 79.8 km², de la cual 79,41 km² corresponden a tierra firme y (0,49 %) 0,39 km² es agua.

## Demografía
Según el censo de 2010, había 1716 personas residiendo en el municipio de Noble. La densidad de población era de 21,5 hab./km². De los 1716 habitantes, el municipio de Noble estaba compuesto por el 98,14 % blancos, el 0,29 % eran afroamericanos, el 0,12 % eran amerindios, el 1,28 % eran asiáticos y el 0,17 % eran de una mezcla de razas. Del total de la población el 0,41 % eran hispanos o latinos de cualquier raza.